# サラの鍵
『サラの鍵』（さらのかぎ、原題: Elle s'appelait Sarah 英: Sarah's Key）は、2010年のフランスのドラマ映画。
監督はジル・パケ＝ブランネール、出演はクリスティン・スコット・トーマスとメリュジーヌ・マヤンスなど。
ヴェロドローム・ディヴェール大量検挙事件を題材とした、タチアナ・ド・ロネの同名小説を原作としている。

## ストーリー
1942年7月16日早朝。パリのマレ地区・サントンジュに、フランス警察によるユダヤ人の一斉検挙が迫る。10歳のユダヤ人の少女・サラは弟・ミシェルを納戸に隠し、すぐに戻れると思い、納戸に鍵をかけたまま連行される。ミシェルは無人となった部屋の納戸の中から「誰かいないの？」と呼び続けるのだった。
2009年。夫と娘と共にパリで暮らすアメリカ人女性ジャーナリストのジュリアは夫の実家であるテザック家が1942年8月から住んでいた古いアパートを譲り受けて住むことになる。ユダヤ人の娘が国鉄と政府を訴え、シラクがヴェルディヴ（冬季競輪場・ヴェロドローム・ディヴェール）事件を認める演説をしたことで彼女が勝訴したことから、1942年のヴィシー政権による政策で検挙されたユダヤ人を特集することになったジュリアが取材に訪れたヴェルディヴ跡地は、皮肉にも内務省となっていた。事件当時ヴェルディヴの向かいに住んでいた老婦人への取材から、ジュリアはヴェルディヴに閉じ込められたユダヤ人達の惨状を知ることとなる。そんな中ジュリアは、45歳で待望の第2子の妊娠を喜ぶが、報告を聞いた夫・ベルトランに「老いた父親になりたくない」と反対され、人生の岐路に立たされる。更に引越した家が、かつて検挙されたユダヤ人から没収された家だと知り、誰も開けなかった貸金庫に入っていた手紙を読み、ユダヤ人少女・サラの足跡に関心を寄せていく。
ユダヤ人検挙のためにサラ一家のアパートに警察が突然現れ、サラは咄嗟に弟ミシェルを納戸に隠れさせて鍵をかけたが、サラ一家はミシェルを残したままヴェルディヴへ連行される。サラはミシェルが残っていると何度も訴えたがどうすることもできず、ヴェルディヴでは悲鳴が飛び交う。トイレが閉鎖され、人々はその場で排泄をする。絶望による投身自殺まで発生し、サラの母・リフカは動揺して「お前が閉じ込めてきたせいで」とサラに怒鳴ってしまう。思わず「息子を逮捕しに行ってくれ」と警察に迫った父・ウワディスワフは殴られる。監禁から数日後、一家はボーヌ・ラ・ロランド通過収容所に連行され、栄養失調によってサラは体調を著しく崩す。更に数日後には、警察によって親と子供達は引き離され、朦朧とする意識の中でサラは母と今生の別れを強いられてしまう。大人の移送から数日後、奇跡的に目を醒ましたサラはミシェルを助けようと、警官ジャックの助けもあって、少女・ラシェルと共に脱走に成功する。ラシェルは途中でジフテリアにより亡くなったが、サラは親切なデュフォール夫妻に匿われる。サラは夫妻の孫を装って共にパリに向かう。サラが住んでいたアパートにはテザック家が引っ越してきたばかりであったが強引に上がり込み、納戸を開いたサラの目にミシェルの無惨な姿が飛び込む。ミシェルの遺体はデュフォール夫妻が引き取り、テザック家の主人とその幼い息子でベルトランの父・エドゥアールの2人はこの一件を家族にも隠すことにする。エドゥアールはサラのその後について何も知らされていなかったが、亡き父はその後もデュフォール夫妻に毎月サラ宛の金を送り、一方、デュフォール夫妻はサラの近況を手紙で伝えていた。しかし成長したサラはある日、デュフォール家の人々に「赦して、愛しています」と置き手紙を残して姿を消してしまう。
デュフォール夫妻の孫息子でサラときょうだい同然に育ったニコラの娘・ナタリーと連絡の取れたジュリアは、サラがその後、ニューヨークに渡って結婚したことを知る。堕胎を取りやめてブルックリンに向かったジュリアは、サラの夫には会えなかったものの、サラが既に40年も前に交通事故で亡くなっていたことを知る。しかし、事故当時9歳だった息子・ウィリアムが妻子と共にフィレンツェで暮らしていることを知ると、早速会いに行く。しかし、ジュリアが知り得たサラの情報に対してウィリアムは、母がユダヤ人であったこともスタルジンスキ姓だったことも、彼女の身に起きた悲劇も「全く知らない、全部ウソだ」と話を聞くことを頑なに拒む。ジュリアは他人の人生に干渉した自分の傲慢さを思い知らされる。パリに戻ったジュリアは夫の意志に反し、堕胎せずに生むことを決める。一方ウィリアムは死期の近い父から、母が事故で死んだのではなく、ひどい鬱病を患って自殺した事実と彼女の過去の悲劇を初めて知らされる。そしてサラの遺品である日記を受け取ると、中からあの鍵が出てくる。
それから2年後、ジュリアは夫と別れ、ニューヨークで2人の娘と暮らしていた。そこにウィリアムから会いたいとの連絡が来る。ウィリアムは死後40年経って初めて母の本当の姿を知ることができたこと、そしてそれにより父が穏やかに死を迎えることができたことを報告する。ジュリアはウィリアムに対しての自分の傲慢さを詫びる。2人は打ち解け合い、ウィリアムは改めてジュリアの娘ルーシーが可愛いと誉める。ルーシーは娘が持っているキリンのおもちゃで娘の名は「サラ」だと答える。それを聞き、ウィリアムは感極まって涙するのであった。

## キャスト
※カッコ内は日本語吹替。
- ジュリア・ジャーモンド: クリスティン・スコット・トーマス（唐沢潤） - ジャーナリスト。
- サラ・スタルジンスキ: メリュジーヌ・マヤンス（フランス語版）（中上育実） - ユダヤ人の少女。
  - 成長後: シャーロット・プトレル
- ジュール・デュフォール: ニエル・アレストリュプ（浦山迅） - 脱走して来たサラを救った老人。
- ベルトラン・テザック: フレデリック・ピエロ（フランス語版）（仲野裕） - ジュリアの夫。
- エドゥアール・テザック: ミシェル・デュショソワ（佐々木敏） - ベルトランの父親。ジュリアの義父。
- ジェネヴィエーヴ・デュフォール: ドミニク・フロ（フランス語版） - ジュールの妻。夫と共にサラを救う。
- ナタリー・デュフォール: ヴィンシアン・ミロー（フランス語版） - デュフォール夫妻の孫息子ニコラの娘。
- リフカ・スタルジンスキ: ナターシャ・マスケヴィッチ（塩谷綾子） - サラの母。
- ウワディスワフ・スタルジンスキ: アルバン・バイラクタライ（フランス語版） - サラの父。
- マメ・テザック: ジゼル・カサデサス（フランス語版）（久保田民絵） - ベルトランの祖母。エドゥアールの母。
- リチャード・レインズファード: ジョージ・バート - サラの夫。
- ウィリアム・レインズファード: エイダン・クイン（大川透） - サラとリチャードの息子。
- レインズファード夫人: ジョアンナ・マーリン（英語版） - リチャードの後妻。ウィリアムの継母。
- マイク・バンバース: ジェームズ・ジェラルド（フランス語版） - ジュリアの同僚。
- アリス: ナンシー・テイト - ジュリアの妹。

## 作品の評価
Rotten Tomatoesによれば、118件の評論のうち高評価は72%にあたる85件で、平均点は10点満点中6.5点、批評家の一致した見解は「『サラの鍵』はプロットに少々問題があるものの、魅力的で非の打ちどころのない演技によるホロコースト・ドラマである。」となっている。
Metacriticによれば、30件の評論のうち、高評価は17件、賛否混在は11件、低評価は2件で、平均点は100点満点中59点となっている。
アロシネによれば、フランスの23のメディアによる評価の平均点は5点満点中3.3点である。